# Kaki-Mroczki
Kaki-Mroczki ist ein Dorf in der Landgemeinde Krzynowłoga Mała im Powiat Przasnyski in der Woiwodschaft Masowien.

## Geographische Lage
Es liegt ca. 12,5 Kilometer nördlich von Przasnysz und 15 km südlich von Chorzele. Die Landesstraße 57 führt 1,5 km westlich am Ort vorbei.

## Geschichte
Im Ersten Weltkrieg war der Ort mehrfach Truppenunterkunft und Zwischenstation von Regimentsbewegungen von preußischen und russischen Militäreinheiten, sowie Schauplatz von Stellungskämpfen.

## Ansässige Unternehmen
Am Ort befindet sich die Recyclingfirma Elstar sp. z o.o., die aus Kunststoffabfällen Folien und Abfallsäcke herstellt.

## Verweise